# 吉川恒夫
吉川 恒夫（よしかわ つねお、1941年 (昭和16年) 12月19日 - ）は、日本のロボット研究者。工学博士（京都大学）、京都大学名誉教授。ロボットマニピュレータの可操作性 (Manipulability) や動的ハイブリッド制御の提唱者。著書『ロボット制御基礎論』は評価が高く、英語版に相当する“Foundations of Robotics”も世界で読まれている。
京都大学助手、NASAマーシャル宇宙飛行センターNRC準研究員、助教授、教授、立命館大学教授、 同大学 総合科学技術研究機構 チェアプロフェッサー、日本ロボット学会会長などを歴任し、2013年より立命館大学総合科学技術研究機構 上席研究員。冗長マニピュレータやフレキシブルマニピュレータ、ハンドマニピュレーションの研究でも実績がある。

## 来歴・人物
1941年、大阪の酒販売店の家に生まれる。親からは店を継ぐことを望まれたが、町工場を立ち上げるぐらいの仕事をするのであればという条件で工学部へ進学する。京都大学工学部精密工学科で学び、卒業研究は自動制御の研究室で実験系の研究を実施。1964年に精密工学科を卒業し、大学院へ進学。博士課程では数理工学研究科へ移り、椹木義一の元で制御理論の研究に取り組む。
1969年に学位を取得した後は数理工学科で助手を務め、1970年よりオートメーション施設助教授。1973年から2年間、NASAマーシャル宇宙飛行センターにNRC準研究院として滞在。人工衛星のCMG（コントロール・モーメント・ジャイロ）による姿勢制御の研究に取り組む。帰国後は花房秀朗教授の元で助教授として制御工学とロボット工学の研究に従事。冗長性を持つCMGの特異点回避制御を、冗長ロボットの制御に応用していく。
1982年に吉川はパデュー大学のR.P.ポールが著した“Robot Manipulators”に出会い、ロボット工学が体系化されつつあることに驚くとともに、ポールに日本語訳化を申し出る。1983年6月に渡米した吉川はポールを訪問し、翻訳原稿を見せて討論。訳書は1984年にコロナ社から出版された。
また、吉川は1983年頃に可操作性（Manipulability、当初はManipulatability）、可操作性楕円体 (Manipulability ellipsoid)、可操作度 (Measure of Manipulability:MOM) の概念を提唱し、それらは操作力楕円体や動的可操作性 (Dynamic manipulability) につながっていく。さらに吉川は1984年頃に位置と力の動的ハイブリッド制御を考案する。しかし位置と力のハイブリッド制御は直交性に基づく空間の分割の点で理論的不備が問題になったが、吉川の動的ハイブリッド制御は一般化座標と一般化力による一般化座標に則ったものであり、直交性に基づく矛盾はなかった。
さらに1988年には、可操作性や冗長制御、力制御に関する内容を盛り込んだ『ロボット制御基礎論』を出版する。その後もマスタ・スレーブロボット、ハンドマニピュレーションやフレキシブルマニピュレータなどの研究に取り組み、多くの弟子を育てていく。また、1994年には『現代制御論』、2004年には『古典制御論』といった教科書も執筆している。
2005年には京都大学を定年退官。同学名誉教授になるとともに、立命館大学情報理工学部教授に就任。立命館大学ではヒューマノイドロボットやジェンガゲームロボットの研究に取り組む。2013年より上席研究員。

## 受賞歴
- 計測自動制御学会 - 1975[注 2]、1985[注 3]、1991年度[注 4]論文賞[33]、1994年度論文賞・武田賞[注 5][33]
- システム制御情報学会 - 1982年論文賞、1991年度椹木記念論文賞、1998年度論文賞（砂原賞）
- 日本バーチャルリアリティ学会 - 2000年度論文賞[注 6][34]
- 日本機械学会 - 1998年度ロボティクス・メカトロニクス部門功績賞[35]
- ASME - 1995年度JDSMC Best Paper Award（米国機械学会（ASME）Dynamic Systems and Control Division より）[22]
- IEEE - 1997年度 ICRA Best Conference Paper Award[22]、2008年 IEEE RO-MAN Best Paper Award Finalist[22]
- ファナックFAロボット財団 - 平成16年特別賞[注 7]
- 瑞宝中綬章 - 2022年[37][38]

## 著作

### 学位論文
- Studies on optimal control of discrete-time stochastic systems. 博士論文（甲第905号）. 京都大学. (1969-05-23)日本語題名『離散時間型確率系の最適制御に関する研究』

### 著書
（単著・共著）
- 『ロボット制御基礎論』コロナ社〈コンピュータ制御機械システムシリーズ 10〉、1988年11月25日。ISBN 978-4-339-04130-9。
- Foundations of Robotics. MIT Press. (1990). ISBN 0262240289
- 吉川恒夫、井村順一『現代制御論』昭晃堂、1994年8月。ISBN 4785690496。
  - 吉川恒夫、井村順一『現代制御論』コロナ社、2014年。ISBN 9784339032123。
- 『古典制御論』昭晃堂、2004年3月。ISBN 4785690704。
  - 『古典制御論』コロナ社、2014年9月。ISBN 9784339032116。

（訳書・編書）
- R.P.ポール 著、吉川恒夫 訳 編『ロボット・マニピュレータ－数学的基礎,プログラミング,および制御－』コロナ社、1984年9月10日。ISBN 978-4-339-04243-6。原題“Robot manipulators:mathematics,programming,and control”
- Hiroyuki Tamura and Tsuneo Yoshikawa, ed (1990). Large-Scale Systems Control and Decision Making. Electrical and Computer Engineering Vol.64. MERCEL DEKKER Inc.. ISBN 0824782410、9780824782412

### 学会誌記事
（解説）
- 「マニピュレータの多変数制御」『日本ロボット学会誌』第1巻第2号、1983年7月、10-15頁。
- 「冗長性を有するロボットの制御」『日本ロボット学会誌』第2巻第6号、1984年12月、587-592頁。
- 「ロボット機構の運動特性評価」『日本ロボット学会誌』第5巻第4号、1987年8月、312-316頁。
- 「マニピュレータの力制御」『計測と制御』第30巻第5号、1991年5月、383-388頁。

（講座）
- 「把持と操りの基礎理論 1. 受動拘束と能動拘束」『日本ロボット学会誌』第13巻第7号、1995年10月、950-957頁。
- 「把持と操りの基礎理論 2. 指先力」『日本ロボット学会誌』第14巻第1号、1996年1月、48-54頁。
- 「把持と操りの基礎理論 3. 制御」『日本ロボット学会誌』第14巻第4号、1996年5月、505-511頁。

（展望）
- 「ロボットにおける力制御の現状と将来」『日本ロボット学会誌』第9巻第6号、1991年11月、746-750頁。
- 「器用なメカニカルハンド」『日本ロボット学会誌』第18巻第6号、2000年9月、763-766頁。
- 「マニピュレーション技術」『日本ロボット学会誌』第23巻第4号、2005年、408-410頁。

### 代表的な論文
（可操作性）
- “Analysis and Control of Robot Manipulators with Redundancy”. Preprint of First International Symposium of Robotics Research:  735-747. (1983).
- 「ロボットアームの可操作度」『日本ロボット学会誌』第2巻第1号、1984年、63-67頁。
- “Manipulability of Robotic Mechanisms”. The International Journal of Robotics Research 4 (2):  3-9. (1985).

（動的可操作性）
- “Dynamic Manipulability of Robot Maipulators”. Journal of Robotic Systems 2 (1):  113-124. (1985).
  - “Erratum to “Dynamic Manipulability of Robot Manipulators””. Journal of Robotic Systems 17 (8):  449. (August 2000). doi:10.1002/1097-4563(200008)17:8<449::AID-ROB5>3.0.CO;2-M.
- 「ロボットアームの動的可操作性」『計測自動制御学会論文集』第21巻第9号、1985年9月、970-975頁。

（動的ハイブリッド制御）
- 「ロボットアームの位置と力の動的ハイブリッド制御－手先拘束の記述と関節駆動力の算出－」『日本ロボット学会誌』第3巻第6号、1985年、531-537頁。